# Dieter Kemper
Dieter Kemper (ur. 11 sierpnia 1937 w Dortmundzie, zm. 11 października 2018 w Julianadorp) – niemiecki kolarz torowy i szosowy reprezentujący RFN, czterokrotny medalista torowych mistrzostw świata.

## Kariera
Pierwszy sukces w karierze Dieter Kemper osiągnął w 1961 roku, kiedy wygrał szosowe kryterium w rodzinnym Dortmundzie. Cztery lata później wystąpił na torowych mistrzostw świata w San Sebastián, gdzie zdobył brązowy medal w indywidualnym wyścigu na dochodzenie, ulegając jedynie Włochowi Leandro Fagginowi i Ferdinandowi Bracke z Belgii. Wynik ten powtórzył na rozgrywanych rok później mistrzostwach świata we Frankfurcie, ponownie przegrywając z Fagginem i Bracke. Na mistrzostwach świata w Marsylii w 1972 roku zajął trzecie miejsce w wyścigu ze startu zatrzymanego zawodowców, za Belgiem Theo Verschuerenem i Holendrem Ceesem Stamem. Swój największy sukces osiągnął podczas mistrzostw świata w Liège, gdzie w tej samej konkurencji był najlepszy.